# El Paraíso de Celén
El Paraíso de Celén ist eine Ortschaft und eine Parroquia rural („ländliches Kirchspiel“) im Kanton Saraguro der ecuadorianischen Provinz Loja. Die Parroquia besitzt eine Fläche von 62,04 km². Die Einwohnerzahl lag im Jahr 2010 bei 2757. Die Bevölkerung besteht etwa zur Hälfte aus Mestizen und aus Indigenen.

## Lage
Die Parroquia El Paraíso de Celén liegt in den westlichen Anden im Süden von Ecuador. Der Río Tenta, ein Zufluss des Río León, linker Quellfluss des Río Jubones, fließt entlang der östlichen Verwaltungsgrenze nach Norden. Der Río Celén durchquert die Parroquia in südöstlicher Richtung und mündet in den Río Tenta. Im Westen verläuft ein 3700 m hoher Gebirgskamm. Der 2660 m hoch gelegene Hauptort befindet sich 11,5 km westnordwestlich vom Kantonshauptort Saraguro. Eine Nebenstraße führt von Saraguro über San Pablo de Tenta nach El Paraíso de Celén.
Die Parroquia El Paraíso de Celén grenzt im Norden an die Parroquias Manú und Selva Alegre, im Osten und im Süden an die Parroquia San Pablo de Tenta sowie im Südwesten und im Westen an die Provinz El Oro mit der Parroquia Güizhagüiña im Kanton Zaruma.

## Orte und Siedlungen
In der Parroquia gibt es folgende Barrios: Chacaputo-El Arenal, Zunín, Pacay, San José, Gañil, Cerquen, Turupamba, La Florida, La Esperanza, San Fernando, Buenaventura, Santa Rosa, Buena Vista und Centro de Celén.

## Geschichte
Die Parroquia El Paraíso de Celén wurde am 24. Mai 1941 gegründet.